# Wysoczyzna Turecka
Wysoczyzna Turecka, Wzgórza Tureckie – mezoregion Niziny Południowowielkopolskiej położony w jej północno-wschodniej części, wewnątrz łuku rzeki Warty, na zachód od Kotliny Kolskiej. Obejmuje obszar ok. 1363 km².
Region charakteryzuje się  urozmaiconą, falistą, miejscami pagórkowatą, rzeźbą terenu. Wzgórza morenowe dochodzą tu do 189 m n.p.m. wznosząc się do 100 metrów ponad otaczające Wzgórza Tureckie Dolinę Konińską i Kotlinę Kolską (od północy i wschodu) oraz Równinę Rychwalską (od zachodu). 
W podłożu zalegają złoża węgla brunatnego, eksploatowane w kopalniach Konińskiego Okręgu Przemysłowego.
Na Wale Malanowskim (w okolicach wsi Żdżenice) swój początek ma lewy dopływ Warty – Kiełbaska, największa rzeka regionu.